# Yi (folk)
 For alternative betydninger, se Yi. (Se også artikler, som begynder med Yi)
Yi (egenbetegnelse: ꆈꌠ, i officiel transskription: Nuo su, IPA: [nɔsu]; kinesisk: 彝族, Yìzú), i Vesten også kendt under det forældede og vistnok nedsættende navn Lolo, er et af de 56 offentlig anerkendte folkeslag i Folkerepublikken Kina. Det tæller ca. otte millioner mennesker i Kina og bor spredt rundt i de syd- og vestkinesiske provinser Sichuan, Yunnan, Guizhou og Guangxi, for det meste i bjergområder.
Der er særlig mange Yi'er i de tre autonome præfekturer Liangshan, Chuxiong og Honghe, samt i de autonome amter Ebian og Mabian (begge i Sichuan), Weining (i Guizhou), Shilin, Luquan, Xundian, Eshan, Xinping, Yuanjiang, Ninglang, Ning'er, Jingdong, Jinggu, Zhenyuan, Jiangcheng, Yangbi, Nanjian og Weishan (alle i Yunnan).
Der bor desuden mindre grupper af Yi-folk i Vietnam (3.300), Laos (ca. 2.000), Thailand og sandsynligvis også i Myanmar.

## Historie
Yifolket kan kendes tilbage til oldtidens Qiang, en folkegruppe som også regnes som forfædrene til tibetanerne, nakhifolket og vor tids qiangfolk. De stammede fra det sydøstlige Tibet og slog sig i det andet århundrede f.Kr. ned i egnen omkring nutidens Kunming og sydøst for Xichang. En del af dem havnede også i Thailand.

## Sprog
De fleste af de omkring 30 forskellige sprog som tales blandt yifolket er grene af de loloburmanske sprog indenfor de tibetoburmanske sprog. To mindre yigrupper med hver nogle få hundrede medlemmer taler derimod kadaisprog.
I 1200-tallet udviklede de deres egen piktografiske skrift. Den bestod oprindelig af omkring 10.000 skrifttegn. I 1956 blev latinske bogstaver indført, men fra 1974/1975 kom forsøgsvis en forenklet stavelsesskrift. Denne moderne Liangshan-Yi-stavelsesskrift består af 1.164 tegn. Den fik i 1980 officiel status.